# Đoàn Thị Lam Luyến
Đoàn Thị Lam Luyến sinh năm 1953, là nhà thơ Việt Nam, là hội viên Hội Nhà văn Việt Nam (1996), quê quán tại xã Anh Dũng, huyện Phù Tiên nay là huyện Tiên Lữ, tỉnh Hưng Yên. Hiện nay, bà là Tổng Thư ký Hiệp hội quyền sao chép Việt Nam .

## Quá trình hoạt động
Năm 1966 học ở Trường Trung cấp Văn hóa nghệ thuật khu tự trị Tây Bắc.
Giai đoạn (1976-1982) học ở Đại học Mỹ thuật Công nghiệp Hà Nội.
Sau khi ra trường công tác tại Nhà xuất bản Thanh niên, làm biên tập viên mỹ thuật.

## Văn nghiệp|Tác phẩm
Đoàn Thị Lam Luyến sớm được biết đến từ thập niên 80, 90 (thế kỷ 20) với tập thơ đầu tay mang tên "Lỡ một thì con gái", được độc giả đón nhận và yêu quí nhất là độc giả nữ với chất thơ đầy tình yêu và nữ tính.
Một số bài thơ, câu thơ thường được độc giả yêu thích trích dẫn như:
| “ | Em là cô giáo mầm non Nghề gì mà lại sớm con muộn chồng | ” |

(Trích trong bài: Ngọ gió cánh diều)
hay: | “ | Em đầy ngộ nhận như tôi, Cũng yêu chí chết cái người mình yêu. Cũng tìm những lối phong rêu, Để rồi bước trật bước trèo uổng công. Mắt thì thăm thẳm mùa đông, Trái tim mùa hạ, tấm lòng mùa thu | ” |
(Trích trong bài: Em gái)
hay: | “ | Bao nhiêu nước biển mặn rồi, Lẽ nào nước mắt trong đời mặn hơn? | ” |
(Trích trong bài: Biển trong ta)
Bà chính là tác giả thơ trong bài hát cùng tên Khát Vọng nổi tiếng do nhạc sĩ Thuận Yến phổ nhạc, với những câu như:
| “ | Gửi tình yêu vào đất, Được hoa trái đầy cành. Ngước lên trời cao rộng, Sẽ được ngọn sóng xanh. Em trao cả cho anh Bằng tình yêu nồng cháy... | ” |

Tác phẩm đã xuất bản: 
- Mái nhà dưới bóng cây (thơ, in chung, 1985);
- Lỡ một thì con gái (thơ, 1989);
- Cánh cửa nhớ bà (thơ, 1990);
- Chồng chị chồng em (thơ, 1991);
- Châm khói (thơ, 1995).

Giải thưởng:
- Giải thưởng cuộc thi thơ báo Văn nghệ 1989 - 1990.
- Giải thưởng thơ của Nhà xuất bản Hội Nhà văn 1995 (tập thơ Châm khói).

Một số sáng tác thơ tiêu biểu :
Khát vọng;
Đa mang;
Đà Nẵng;
Đàn bà;
Đêm cành đa;
Đến hang Bồ Nâu học đánh cờ;
Đợi;
Đừng hứa sẽ cho nhau;
Ốc đảo;
Ông;
Bà ngoại;
Bầu trời em yêu;
Biển trong ta;
Cây sồi mùa đông;
Có anh;
Cống Hồ;
Cõi mơ, cõi thực;
Châm khói;
Chồng chị, chồng em;
Chiếc roi đầu tiên;
Chiến tranh;
Cơn mưa chờ mong;
Dáng hình ngọn gió;
Dặn con gái;
Em đã khôn rồi;
Em chấp nhận lời nói dối;
Em gái;
Em không là thánh thần;
Em yêu nhà em;
Gọi Thuý Kiều;
Gửi tình yêu;
Hát với Thị Mầu;
Hoạ bố đánh rơi;
Huyền thoại một tình yêu;
Khách mời;
Không có số được vàng;
Kiều có ở trong em;
Làm quan;
Lửa chiều;
Mẹ gà ấp trứng tháng năm;
Mẹ vẫn chờ;
Nào thì giận nhau đi;
Nếu biết trước;
Nợ Tiền Đường;
Ngọn gió cánh diều;
Nhớ Hồ Xuân Hương;
No đòn;
Phép nhân;
Rừng;
Sao không phải là anh;
Tân và Quý;
Tìm lửa;
Tìm người ở giữa hội Lim;
Tìm về bến Đục;
Tôi đang khao khát đi tìm;
Tự hát;
Tháng ba;
Thế chấp;
Thiên di;
Trên lưng cá voi;
Trả cho em;
Trốn;
Trăng biển;
Trinh nữ;
Trước mùa đông;
Tuẫn tiết;
Vân dại;
Vầng trăng bỏ quên;